# ФК Ракошпалота
ФК Ракошпалота ЕАК или скраћено Палотаји (мађ. Rákospalotai Egyetértés Atlétikai Club) је фудбалски клуб из петнаестог округа Будимпеште, Ракошпалоте, Мађарска. Утакмице играју на домаћем вишенаменском стадиону Ласло II Будаи, капацитета од 10.000 гледалаца. Боје клуба су плава и жута.

## Историја

### 1912 до 1991
Фудбалски тим са именом РЕАК (REAC), је основан 1912. године у тадашњем Будимпештанском суседству Ракошпалота. Данас је то 15 Будимпештански округ. Током четрдесетих година прошлог века фудбалски клуб се угасио. У том будимпештанском крају фудбал је наставио да се игра у комшијском клубу ФК Волан, који је чак успео и да 1979. године уђе у прву мађарску лигу. Волан је одиграо укупно 6 прволигашких сезона све до 1991. године када је фудбалски клуб Волан угашен Оно што је остало од клуба удружило се 8 августа са бившим и поново рођеним РЕАК-ом. Пошто се ФК Волан угасио пре поновног оснивања РЕАК−а, РЕАК није наследио ништа од Воланових резултата нити је наставио играње у у првој лиги.

### 1992: Борба за друголигашку позицију
Током 1992. године ФК РЕАК је играо у трећој мађарској дивизији. За опоненте је имао јак клуб ФК Монор и бившег прволигаша ФК Солнок МАВ. Први део сезоне РЕАК је завршио на трећем месту али га је само бод делио од другог места. Крај сезоне РЕАК је дочекао на првом месту са 41 бодом и бодом предности над другопласираним тимом Ђенђеша и правом да следеће сезне наступи у друголигашком такмичењу.

### 1993: Прва година у другој лиги
ФК РЕАК је добио да игра у источној групи друге мађарске лиге, групе која је имала тежак распоред због неколицине јаких бивших прволигаша као што су ФК Диошђер и ФК Њиређхаза и јаких стандардних друголигашких тимова. Тактика тима је била да победи слабије тимове своје групе и узме сигурне бодове. Своју прву друголигашку утакмицу против ФК Геделеа су, предвођени тренером и бившим играчем ФК Ференцвароша Јожефом Далнакијем, добили са 1:0. Добар старт је био кратког даха и у следећих пет утакмица је освојен само један поен. Далноки је био отпуштен и уместо њега за тренера је постављен бивши репрезентативни играч Мађарске Имре Гараба. Ни то није помогло, тим је сезону завршио на последњем месту на табели и спремао се за повратак у нижи ранг такмичења, трећу мађарску дивизију.

### 1994-1995: Повратак у трећу лигу
Повратак у трећеразредно такмичење је одвело доста квалитетних играча из тима а и тренера. Нови тренер је постао Петер Антал, бивши играч ФК Вашаша. Први део сезоне ФК РЕАК је завршио на 6 месту. Други део првенства РЕАК је одиграо веома снажно и од 12 утакмица 10 је добио и играо је 2 нерешене утакмице. Ипак и поред тога успео је сезону да заврши само на трећем месту.
Следеће 1995/96 сезоне РЕАК је стартовао са веома јаким тимом и први део сезоне је завршио делећи прво место са ФК Солнок МАВ−ом. У одлучујућој утакмици РЕАК је изгубио од ФК Солнока а са тиме и шансу да се пласира у виши ранг такмичења.

### 1996-1998: Повратак у другу лигу
Своју трећу сезону у трећој мађарској лиги, група Матра, РЕАК је започео са новим тренером, бившим одбрамбеним играчем ФК Волана, Белом Хегедушем. И поред релативног успеха, 4 победе и две изгубљене утакмице, доведен је нови тренер Ласло Киш и сезону су завршили на 2 позицији.
Следеће сезоне, 1997, лига се реструктурирала, и поред другог места на табели РЕАК је добио шансу да се такмичи у другој лиги. Клуб је остварио свој циљ, прву сезону су у другој лиги завршили на сигурној 8 позицији.
Следеђу сезону 1998. године РЕАЦ је провео у друголигапшком такмичењу и завршио је на 10 позицији.

### 2005-Такмичење у првој лиги
Под вођством Флоријана Урбана тим је доспео у прву лигу и прва прволигашка сезона је била 2005/06 и РЕАК је на крају првенства завршио на последњем сигурном, 14 месту, за опстанак у првој лиги. Слично је било и следеће 2006/07 и тим је посла доста узбудљивих мечева опет завршио на сигурном 14 месту. Своју трећу прволигашку сезону РЕАК је завршио на дванаестом месту.

#### Прволигашки резултати
| Сезона  | УУ | ПБ | НР | ИЗ | ГД-ГП   | ГР  | Бо | Позиција на табели |
| ------- | -- | -- | -- | -- | ------- | --- | -- | ------------------ |
| 2007/08 | 30 | 7  | 9  | 14 | 42-60   | -18 | 30 | 12                 |
| 2006/07 | 30 | 9  | 7  | 14 | 42-55   | -13 | 34 | 14                 |
| 2005/06 | 30 | 7  | 5  | 18 | 30-59   | -29 | 26 | 14                 |
| УКУПНО  | 90 | 23 | 21 | 46 | 114-174 | -60 | 90 |                    |

УУ = Укупно утакмица; ПБ = Победе; НР = Нерешено; ИЗ = Укупно пораза; ГД = Голова дато; ГП = Голова примљено; ГР = Гол-разлика; Бо = Бодова